# Chaczatur Abowian

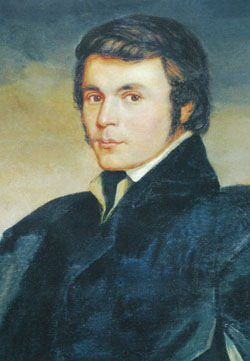
Chaczatur Abowian na portrecie pędzla Ludwiga von Maydlla

Chaczatur Abowian (ur. 3 października?/15 października 1809 w Kanaker, zm. po 2 kwietnia?/14 kwietnia 1848; orm. Խաչատուր Աբովյան, IPA: χɑtʃʰɑtur ɑbovjɑn) – ormiański pisarz, poeta, etnograf, pedagog, działacz społeczny. W 1848 w tajemniczych okolicznościach zaginął i został uznany za zmarłego. Uważany za ojca literatury ormiańskiej za sprawą powieści  Werk Hajastani (Rany Armenii), napisanej w 1841 i opublikowanej pośmiertnie w 1858. Większość jego dzieł została wydana już po jego śmierci.